# Apache Avro
Avro ist ein Remote-Procedure-Call- und Serialisierungs-Framework, das als Teil von Apache Hadoop entwickelt worden ist. Es verwendet JSON, um Datentypen und Protokolle zu definieren. Die eigentlichen Daten werden in einem kompakten Binärformat serialisiert. Sein Hauptverwendungszweck ist Hadoop, wo es sowohl als Serialisierungsformat für die Persistierung von Daten als auch als Datenübertragungsformat für die Kommunikation zwischen Hadoop-Knoten untereinander sowie zwischen Hadoop-Services und Client-Programmen verwendet werden kann.
Es ähnelt Apache Thrift, aber erfordert nicht die vorgängige Code-Generierung wenn das Schema sich ändert, außer dies wird für eine statisch typisierte Programmiersprache ausdrücklich gewünscht.

## Sprachen mit APIs
Während theoretisch jede Programmiersprache Avro benutzen könnte, haben die folgenden Sprachen bereits fertig verfügbare APIs:
:
- Java
- C#[4][5][6]
- C
- C++
- Kotlin
- Python
- Ruby

## Avro IDL
Außer der Möglichkeit, JSON für Typ- und Protokoll-Definitionen zu verwenden, bietet AVRO auch eine noch experimentelle Funktionalität für eine alternative Schnittstellenbeschreibungssprache (IDL), deren Syntax als „Avro IDL“ bezeichnet wird. Dieses Format, das vorher „GenAvro“ genannt wurde, soll es Anwendern, die mit traditionellen IDLs vertraut sind, erleichtern, Avro zu verwenden. Avro IDL verwendet eine Syntax, die C++, C, Protocol Buffers und anderen ähnelt.